# Peak Antifreeze and Motor Oil Indy 300
Peak Antifreeze and Motor Oil Indy 300 — этап серии IRL IndyCar на трассе Chicagoland Speedway в Джойлете, штат Иллинойс, США.

## История
Уже в первый же год после постройки на трассе Chicagoland Speedway обосновался один из этапов «чамкаров»: серия Indy Racing League начала проводить здесь свой этап. В 2006—2008 годах соревнование являлось финальной гонкой сезона.
Гонки на овале в Джойлете не являются первыми соревнованиями такого вида в регионе:
- в 1914—1918 годах AAA провела несколько своих гонки в Мэйвуде, на трассе Speedway Park. В настоящее время трасса демонтирован.
- в 1956—1982 годах USAC провёл несколько гонок на одномильной грунтовой трассе в Спрингфилде. Трасса до сих пор функционирует.
- в 1956—1983 годах USAC провёл несколько гонок на одномильной грунтовой трассе в Дукуойне. Трасса до сих пор функционирует.
- в 1999—2002 годах серия CART провела несколько своих гонок на трассе Chicago Motor Speedway (в Сисеро). В настоящее время трасса демонтирована.

### Некоторые наиболее интересные гонки
- 2002: Одна из самых плотных гонок в истории — победителя Сэма Хорниша отделили от финишировавшего вторым Эла Анзера 0,0024 секунды. Пилоты провели 2 последних круга в борьбе бок о бок. В секунде от победителя финишировали семь пилотов, а последний гонщик в лидирующем круге — Рауль Боэсель (11-й пилот в классификации) — проиграл победителю 1,297.
- 2003: Ещё один плотнейший финиш — выигравший гонку Сэм Хорниш-младший опередил финишировавшего третьим Брайана Херту на 0,01 секунды. Лидер сменялся по ходу гонки 20 раз, а пелотон возглавляли восемь пилотов, множество кругов проведя в борьбе бок о бок.
- 2007: Заключительная гонка сезона. Дарио Франкитти вёз Скотту Диксону три очка в общем зачёте. Шотландец и новозеландец всю гонку боролись друг с другом и на решающих кругах везли ближайшему преследователю круг. Победа в гонке и в чемпионате решилась в «топливной» концовке — на последнем круге у лидировавшего Диксона кончилось топливо, а Франкитти смог на последних каплях горючего дотянуть до финишной черты и выиграл гонку и сезон.
- 2008: Ещё одна заключительная гонка сезона. За титул борются тот же Диксон и Элио Кастроневес. Время бразильца в квалификации аннулируется за многочисленные пересечения по ходу квалификации линии, отделяющей трассу от внутренней части трека, а новозеландец наоборот квалифицируется вторым. В гонке же Хелио быстро прорывается в лидирующую группу, а Скотт, не форсируя событий, едет в районе 6—10 мест. Однако на последнем рестарте именно Кастроневес и Диксон вели пелотон, в борьбе бок о бок оспаривая победу в гонке. На финиш они так и накатили — бразилец оказался чуть быстрее, привезя своему новозеландскому сопернику 0,0033 секунды или чуть более 12 дюймов[1]. Впрочем тех 13 очков, что смог Хелио отыграть за счёт победы с наибольшим числом кругов лидирования, всё равно не хватило для титула — предстартовый запас в чемпионате новозеландца был слишком велик. Скотт во второй раз в карьере выиграл чемпионский титул.

## Победители прошлых лет

### IRL IndyCar
| Сезон | Дата        | Победитель         | Шасси   | Двигатель  | Команда               | Отчёт |
| ----- | ----------- | ------------------ | ------- | ---------- | --------------------- | ----- |
| 2001  | 2 сентября  | Жак Лазье          | Dallara | Oldsmobile | Team Menard           | Отчёт |
| 2002  | 8 сентября  | Сэм Хорниш-младший | Dallara | Chevrolet  | Panther Racing        | Отчёт |
| 2003  | 7 сентября  | Сэм Хорниш-младший | Dallara | Chevrolet  | Panther Racing        | Отчёт |
| 2004  | 12 сентября | Адриан Фернандес   | G-Force | Honda      | Fernández Racing      | Отчёт |
| 2005  | 11 сентября | Дэн Уэлдон         | Dallara | Honda      | Andretti Green Racing | Отчёт |
| 2006  | 10 сентября | Дэн Уэлдон         | Dallara | Honda      | Chip Ganassi Racing   | Отчёт |
| 2007  | 9 сентября  | Дарио Франкитти    | Dallara | Honda      | Andretti Green Racing | Отчёт |
| 2008  | 7 сентября  | Элио Кастроневес   | Dallara | Honda      | Team Penske           | Отчёт |
| 2009  | 29 августа  | Райан Бриско       | Dallara | Honda      | Team Penske           | Отчёт |
| 2010  | 28 августа  | Дарио Франкитти    | Dallara | Honda      | Chip Ganassi Racing   | Отчёт |

### Indy Pro Series/Indy Lights
| Сезон | Дата        | Победитель            |
| ----- | ----------- | --------------------- |
| 2002  | 8 сентября  | Аарон Файк            |
| 2003  | 6 сентября  | Марк Тейлор           |
| 2004  | 11 сентября | Тьяго Медейрос        |
| 2005  | 11 сентября | Джефф Симмонс         |
| 2006  | 9 сентября  | Уэйд Каннингем        |
| 2007  | 9 сентября  | Логан Гомес           |
| 2008  | 7 сентября  | Ари Лёйендейк-младший |
| 2009  | 29 августа  | Даниэль Херрингтон    |
| 2010  | 28 августа  | Джеймс Хинчклифф      |